# سیارک ۵۷۹۳
سیارک ۵۷۹۳ (به انگلیسی: 5793 Ringuelet، نامگذاری:1975TK6) پنج هزار و هفتصد و نود و سومین سیارک کشف شده‌است که در ۵ اکتبر ۱۹۷۵ کشف شد.
قدر مطلق سیارک برابر ۴۰.۷ است.